# HLK-92
 HLK-92, även känd som Helsingborgs Löparklubb är en friidrottsklubb bildad år 1992. Klubben är främst fokuserad på långdistanslöpning på landsväg och i terräng I Helsingborgsområdet i Skåne län. De är registrerade hos Svenska friidrottsförbundet och Sveriges riksidrottsförbund.